# 琉球舞踊
琉球舞踊（りゅうきゅうぶよう）とは、日本の伝統芸能であり、琉球、沖縄県の歴史と伝統の中で芸術的に洗練された特色ある舞踊の総称。日本国の重要無形文化財に指定されている。
琉球舞踊は、琉球国で大成した琉球古典音楽による古典舞踊と、明治以降に庶民の風俗や民謡を取り入れて創作された雑踊に大別される。歌三線を中心とする琉球古典音楽を伴奏に踊られ、三線、箏、笛、太鼓、胡弓などが伴奏楽器として知られる。
古典舞踊は、琉球王朝の庇護のもと宮廷舞踊として芸術的に洗練された。古典舞踊の中心は、女性の情念を抑制された所作で豊かに表現する女踊で、足の運び、構え、腰の使い方、視線の動きや顔の向け方、手や指の所作などに独特の技法がある。
一方、雑踊は、古典舞踊の技法をもとに明治以降創作された。沖縄の民謡を伴奏として、庶民的な素材の衣裳を使い、庶民の感情を表現する。特に戦後は多くの名だたる女流舞踊家が誕生し、今日の琉球舞踊は確固とした地位が確立された。

## 概要・歴史
出典：「琉球王朝文化の華「琉球舞踊」」国立劇場おきなわ、文化庁広報誌「ぶんかる」、「琉球舞踊のすがた」文化庁月報・平成23年12月号(No.519)

### 前史
古来、琉球舞踊は琉球弧各地の祭祀にみられる舞や、琉球最古の古謡集（おもろさうし）の中に舞の所作を示す言葉、コネリ(手をこねる)、ナヨリ(体のなよやかな動き)等、神女らが古俗の神事・祭事の中でオモロ(古謡)を歌いながら舞われる祭祀舞踊であったとみられる。
それらの祭祀舞踊が、長い歴史の中で時代に応じ、神楽や田楽、神能、能楽といった日本芸能のほか中華、東南アジアなど周辺地域の舞踊の影響を受けつつ発展し、首里城や離宮にあたる識名御殿(識名園)、御茶屋御殿などで披露される宮廷芸能となったと考えられている。

### 冊封使歓待、中世までの歩み
1370年頃より、三山時代の各王国が中国（当時の明、後に清）が朝貢関係を結び、1429年の琉球統一後の琉球国でも朝貢貿易関係が続いた。当初は戦乱の時代であったが、尚巴志王による統一により文化的余裕が生ずると、王国の歴代王統により盛んに中国大陸や東南アジアの文化、文物を取り入れるようになった。三線もこの頃に流入した。
中国との関係では、琉球の国王の代替わりごとに、中国皇帝の使者・冊封使（さっぽうし）が派遣されるようになり、半年近く琉球に滞在する使節のため歓待の宴が催されるようになった。中秋の宴，重陽の宴，拝辞の宴など、首里城内に舞台を設置して芸能の舞を冊封使に披露したのが琉球舞踊の原型と考えられている。

### 近世における舞踊の確立
近世に入り、羽地朝秀や蔡温の大改革以降、古琉球の神道を中心とした祭政一致の政治や文化から儒教を中心とした教えに基づき内政の大転換が行われ、文化面でも積極的な振興策により琉球文化が隆盛した。王府は、躍奉行（おどりぶぎょう・をぅどぅいぶぞー）と呼ばれる奉行を設け、躍奉行が踊り手、演奏者などを任命した。その際の踊り手、演奏者は全て首里士族の子弟を中心に任命された。その際、踊られていたのが、中国からの冊封使をもてなすための芸能、御冠船踊り、今日で言う「古典舞踊」である。この頃（16 - 17世紀頃）までには古典舞踊としての様式が確立していたと見られている。
日本との関係でも、薩摩藩の琉球侵攻(1609年)後の1634年から、幕末の1850年までに18回行われた江戸上りの使節には、琉球舞踊を踊るための踊童子が含まれており、徳川将軍の御前や江戸薩摩藩邸などでも披露された。

### 近代
1879年、いわゆる琉球処分によって沖縄県が設置されると、それまで士族だった舞踊家たちは禄を失った。彼らは王府のあった首里から那覇の街に移って芝居小屋を建て、民衆を相手に芝居興行を営むようになる。その中で、庶民の民謡や生活などを題材にした踊りが玉城盛重らによって数多く作られるようになり、人気を博して多くの名作が生まれた。これが「雑踊り」である。最初は布で仕切ってタダ見を防ぐ程度の粗末な造りの小屋が多かった。1891年に本格的な劇場が誕生した。古典芸能である御冠船踊ばかりでは飽きられたため、アップテンポな琉球民謡を取り入れるなど、所作や衣装など、市井の人々の好みに合わせて次第に多様化していった。とくに、この時代には庶民の女性が主人公となる「アングヮーモーイ（娘さん踊り）」が作られ人気となった。

### 現代

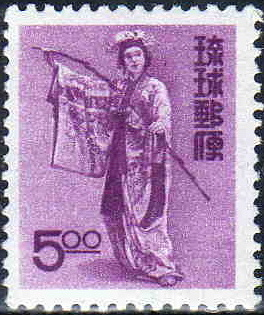
米軍占領下の沖縄で郵便事業を行っていた琉球郵便が発行した5B円普通切手。描かれているのは古典女踊り「柳」

戦後の混乱期は、アメリカ合衆国による沖縄統治下で、琉球芸能が民衆の心の支えとなって注目されるようになった。特に、沖縄タイムス社主催の芸能選賞伝統芸能部門や、琉球新報社主催の琉球古典芸能コンクール、地元新聞社主催のコンクールが開催されるようになってからは、両コンクールを通して、多くの者が琉球古典芸能を志すようになった。こうした流れの中で生まれた新しい踊りが、「創作舞踊」と呼ばれる。創作舞踊は、各舞踊家がそれぞれの創作活動の中で生み出したものであり、時期が新しいということを除けば、古典舞踊調であったり、雑踊り調であったり、その構成は様々である。
近年は、国立劇場おきなわ主催の創作舞踊大賞など、琉球舞踊における創作活動は古典舞踊の継承とおなじく今も盛んである。
2009年9月には、「琉球舞踊」が国の重要無形文化財に指定され、保持者として計39人（舞踊家14人、三線13人、箏7人、笛2人、太鼓2人、胡弓1人）が総合認定された。

## 主な演目
主な演目は次の通り。

### 古典舞踊
古典舞踊は、更に老人踊り、女踊り、若衆踊り、二才踊り、打組踊りに分けられる

#### 老人踊り

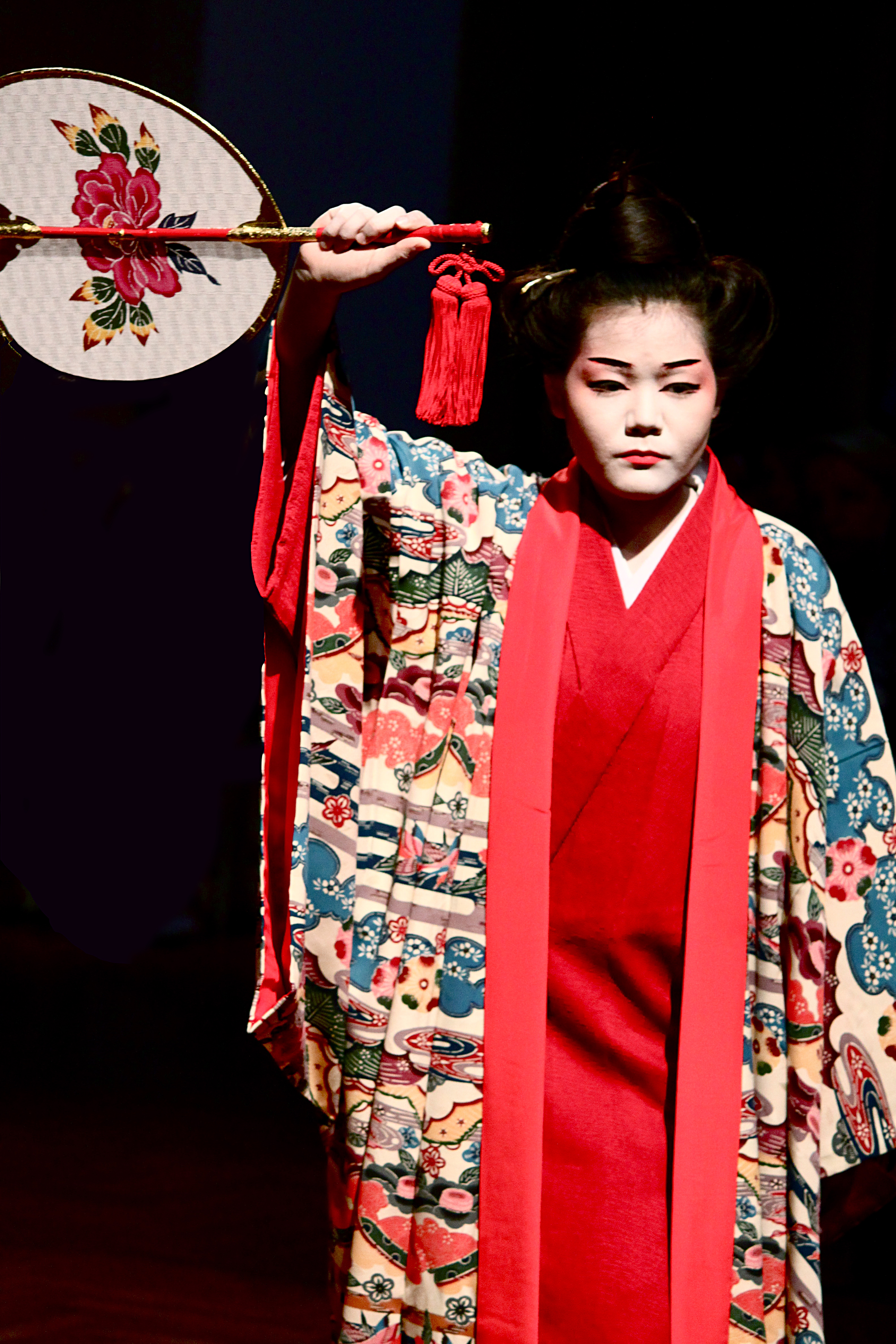
「かぎやで風」

老人踊りは、宴の冒頭で踊られる祝儀舞踊で、子孫繁栄と長寿をその主題とする。「かぎやで風（かじゃでぃふう）」を始め、県内各地の村踊りとして残る「長者の大主（ちょうじゃのうふしゅ）」がこれに分類される。老人踊りはよく演目のはじめに演じられ、伴奏にのって踊る。

#### 女踊り
女踊りは、古典舞踊を代表する踊りである。女踊りの装束は、朱色または紅型の胴衣(どぅじん)、下半身には裙(かかん)を纏い、腰に巻いた紫長巾に紅型衣装の打ち掛けを挟む「前壺折り めーちぶり」の着付けとなる。結髪は垂髪(かむろう)。紫長巾を頭に巻き、椿や牡丹をあしらった花飾りや熨斗、婆娑羅(バサラ)などの髪飾りをつける。主に愛や恋を主題としたものが多い。舞踊構成は、舞台下手から出る「出羽（んじふぁ）」、主題を成す「中踊り（なかうどぅい）」、舞台下手へ帰る「入羽（いりふぁ）」の三部構成を基本としている。主な演目は、「綛掛(かしかき)」「作田（つぃくてん）」「柳（やなじ）」「天川（あまかー）」「本貫花（むとぅぬちばな）」「諸屯（しゅどぅん）」「伊野波節（ぬふぁぶし）」「芋引（うーびち）」「本嘉手久（むとぅかでぃく）」「稲まづん（いにまじん）」「瓦屋（からやー）」「女特牛節（いなぐくてぃぶし）」「四つ竹（ゆちだき）」がある。

#### 若衆踊り
若衆踊りは、若衆（元服前の少年）による舞で、国家安泰や長寿などを予祝し寿ぐ意味合いが強い踊りである。若衆は、男でも女でもない無性とし、衣装は振袖、引羽織をまとい、朱色の足袋を履き、髪は中性の真結い(まーゆい)を結い菊花や金色の椿の花などの飾りをする。演目は、「特牛節（くてぃぶし）」「若衆麾（わかしゅぜい）」「四季口説（しきくどぅち）」「若衆揚口説（わかしゅあぎくどぅち）」などがある。琉球王朝時代には、多くの演目があったが、今日まで知られる物は少なくなった。

#### 二才踊り
二才踊りは、二才（元服した青年）の栄えや、五穀豊穣を寿ぐ内容が主。古典舞踊の中で二才踊りが特異なのは、冊封使の前ではなく、1609年の薩摩藩の侵入後、在藩奉行の前、あるいは江戸上りで披露されたという。衣装は黒色の袷に白黒の脚絆に白足袋を履き、髪は成人男性のカタカシラにカンサシ、ウシザシの２本の簪で留める侍風のいでたち。踊りの手にも、空手や棒術など武道の手が取り入れられ、力強い踊りとなっている。演目は、「上り口説（ぬぶいくどぅち）」「下り口説（くだいくどぅち）」「前の浜（めーのはま）」「麾（ぜい）」「湊くり節（んなとぅくいぶし）」「揚作田（あぎつぃくてん）」「江佐節（えさぶし）」のほか、組踊から派生した「高平良萬歳（たかでーらまんざい）」「波平大主道行口説（ふぁんじゃうふぬしみちゆきくどぅち）」「久志の按司道行口説（くしぬわかあじみちゆきくどぅち）」がある。

#### 打組踊り
打組踊りは、打組踊りとは、男女あるいは美女と醜女、という風に対照的な関係にある者たちの心の持ちようを主題とした踊りで、「醜童（しゅんだう）」に代表される。醜童は古典 舞踊の中で継承されている唯一の仮面踊りでもある。

### 雑踊り
雑踊りは、庶民の生活や思いを主題とした踊りで、躍動感溢れる軽快な踊りが特徴的。衣装は、素足または白足袋に、芭蕉布や絣など日常の着物で踊られ、琉球の風俗習慣が映し出されている。演目は、「花風（はなふう）」「浜千鳥（ちじゅやー、はまちどぅい）」「むんじゅる」「谷茶前（たんちゃめー）」「鳩間節（はとぅまぶし）」「取納奉行（しゅぬぶじょー）」「汀間当（てぃーまーとぅ）」「加那よー（かなよー）」「加那よー天川（かなよーあまかわ）」「貫花（ぬちばな）」「金細工（かんぜーくー）」「戻り駕籠（もどりかご）」「仲里節（なかざとぶし）」「川平節（かびらぶし）」「越来よー（ぐぃーくよー）」「馬山川（ばざんがー）」「黒島口説（くるしまくどぅち）」がある。「花風（はなふう）」「むんじゅる」などは準古典踊りとも呼ばれる。

### 創作舞踊
戦後隆盛した伝統芸能活動の中で生み出された作品を「創作舞踊」という。古典舞踊の型や技法の研究の一方で，琉球舞踊に新たな息吹を加えるような，琉球舞踊の魅力と可能性の広がりを思わせる優れた作品が数多く創作されている。主なものは下記の通り（流会派名などで一部省略あり）。
- 「仲島の浦（なかしまのうら）」「みやらび」

振付／柳清本流・比嘉清子
- 「日傘踊り（ひがさおどり）」「月下の戯れ」

振付／玉城流玉扇会・玉城盛義
- 「糸満乙女（いとまんおとめ）」「わたんじゃー舟」

振付／宗家眞境名本流・真境名由康
- 「パーランクー」「銭鳴りひゃー」

振付／真踊流・真境名佳子
- 「葉かんだ（ふぁーかんだ）」

振付／島袋本流紫の会・島袋光裕
- 「す玉貫花（すだまぬちだま）」「磯千鳥」

振付／玉城流扇寿会・谷田嘉子、金城美枝子
- 「水鏡」「恋のいさり火」

振付／琉球舞踊重踊流・志田房子
- 「綾（あや）」「つらね」

振付／琉球舞踊太圭流・佐藤太圭子
- 「清ら百合」

振付／玉城流いずみ会・又吉靜枝

## 主な流派
戦後の隆盛を経て数多くの流派が設立された。主な流派は下記の通り。
玉城流
琉球舞踊、組踊、沖縄芝居で活躍した、玉城盛義（1887～1971）が創流。玉城流を冠する「◯◯会」が20余り存在する。
親泊流
親泊興照（1887～1986）が創流。親泊流・親泊本流などに分かれる。
宮城流
宮城能造（1906～1989）が創流。現在は、宮城流・宮城本流・宮城元流などに分かれている。
安座間本流
読谷山親雲上朝英に師事した金城良章（1908～1993）が創流。仁風会から改称。
松含流
新垣松含（1880～1939）に師事した、比嘉澄子（1922～2005）が創流。
柳清本流
嵩原安詩（1872～1945）・屋嘉良勝（1879～1941）に師事した比嘉清子（1915～1993）が創流。柳清会から改称。真南風流が派生。
貞扇流
屋嘉良勝（1879～1941）に師事した山田貞子（1926～1995）が創流。
阿波連本流
川平親雲上朝美（1852～1921）に師事した阿波連本啓（1903～2001）が創流。啓扇本流が派生。
渡嘉敷流
渡嘉敷守良（1880～1952）が創流。
渡嘉敷守良流
渡嘉敷守良（1880～1952）に師事した児玉清子（1914〜2005）により創流、２代目児玉清子らがいる。渡嘉敷守良、池宮城喜輝により1948年に東京で設立された沖縄芸能保存会を継承している。
眞境名本流
眞境名由康（1888～1982）が創流。由康の娘、真境名由苗を師とする流派と、由康の娘、由乃を師とする宗家眞境名本流眞薫会が存在する。
真踊流
玉城盛重に師事した真境名佳子（1919～2005）により創流。
重踊流
玉城盛重らに師事した人間国宝の志田房子により創流。
島袋流
舞踊家、俳優、書家の島袋光裕（1893～1987）が創流。島袋本流紫の会と島袋流千尋会がある。
太圭流
島袋光裕に師事した、国の重要無形文化財「琉球舞踊」保持者（総合認定）佐藤太圭子により創流。
大城流
玉城盛重、真境名佳子に師事した、国の重要無形文化財「琉球舞踊」保持者（総合認定）大城政子により創流。
八曄流
島袋光裕に師事した、前田千加子により創流。
道扇流
金城道枝により創流。
朱日流
古謝弘子により創流。
ほかに、冠船流、世舞流、藤の会、かなの会、無憂華の会、緑扇会、美和の会、舞芸さらの会、穂花会、など多数の流派が存在する。